# 마크 헌트

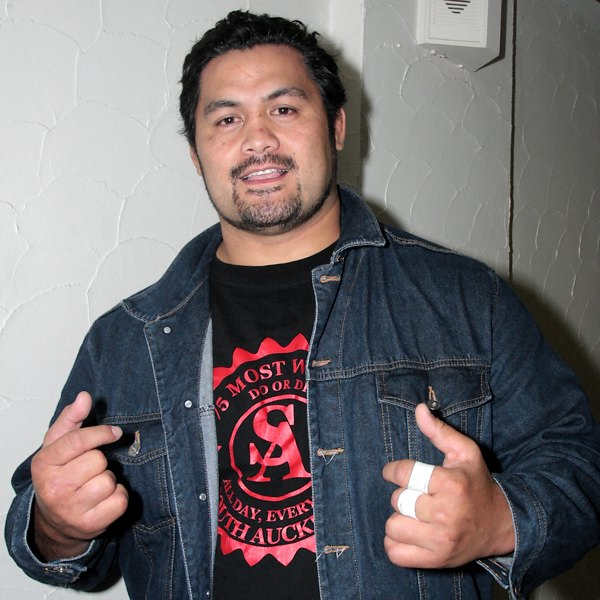

마크 리차드 헌트(영어: Mark Richard Hunt)는 뉴질랜드의 권투, 킥복싱, 종합격투기 선수다. 1974년 3월 23일생이다. 사모아계 뉴질랜드인이다.

## 정보
키 177.8cm에 체중은 120kg, 손끝 거리는 188.2cm이다. 2000년 K-1에 데뷔하여 2001년 K-1 최초 비유럽권 챔피언으로 등극하였다. 우승 이후 종합격투기로 전향하여 2004년 이후부터 프라이드 파이팅 챔피언십, K-1 드림, 현재는 UFC에서 활동하고 있다. "사모아의 괴인"이라 불릴 정도로 강한 맷집이 특기이나 종합격투기 전향 이후로 2008년 K-1 요코하마 대회에서 세미 슐트를 상대로한 5년만의 K-1 복귀전에서 1R 세미 슐트의 백스핀 킥 일격에 최초로 KO패를 당하고 그 해 K-1 다이너마이트에서는 자신보다 40kg 가량이 가벼운 멜빈 맨호프에게 18초만의 펀치 KO패를 당하며 강력한 맷집으로 대표되던 이미지에도 금이 간 상태이다. 그러나 UFC로 전향한 이후, 재기에 성공하였으며, 여전히 강력한 펀치력과 맷집을 보여주는데다, UFC로 이적한후 몰락한 크로캅과는 달리 여전히 건재하다는 걸 보여주고 있다. 안토니오 실바와 브록 레스너같은 도핑 위반자 들과 경기하면서 가장 큰 피해를 입은 선수이기도 하다.

## K-1 타격 전적
- 43전 30승 13패

| 경기일자        | 상대              | 결과 | 내용        | 대회                          |
| --------------- | ----------------- | ---- | ----------- | ----------------------------- |
| 2008년 4월 13일 | 세미 슐트         | 패   | 1R KO       | K-1 월드 GP 2008 in yokohama  |
| 2003년 5월 2일  | 게리 굿리지       | 승   | 5R 판정     | K-1 월드 GP 2003 Elimination  |
| 2002년 12월 7일 | 제롬 르 밴너      | 패   | 3R 판정     | K-1 월드 GP 2002 Final        |
| 2002년 12월 7일 | 스테판 레코       | 승   | 3R KO       | K-1 월드 GP 2002 Final        |
| 2002년 10월 5일 | 마이크 베르나르도 | 승   | 3R 판정     | K-1 월드 GP 2002 Final 16     |
| 2002년 5월 25일 | 제롬 르 밴너      | 패   | 2R 종료 TKO | K-1 월드 GP 2002 in Paris     |
| 2002년 3월 3일  | 미르코 필로포비치 | 패   | 5R 판정     | K-1 월드 GP 2002 in Nagoya    |
| 2002년 1월 27일 | 나카사코 츠요시   | 승   | 2R KO       | K-1 Rising 2002               |
| 2001년 12월 8일 | 프란시스코 필리오 | 승   | 4R 연장판정 | K-1 월드 GP 2001 Final        |
| 2001년 12월 8일 | 스테판 레코       | 승   | 3R 판정     | K-1 월드 GP 2001 Final        |
| 2001년 12월 8일 | 제롬 르 밴너      | 승   | 2R KO       | K-1 월드 GP 2001 Final        |
| 2001년 10월 8일 | 레이 세포         | 승   | 3R 판정     | K-1 월드 GP 2001 in Fukuoka   |
| 2001년 10월 8일 | 아담 와트         | 승   | 3R KO       | K-1 월드 GP 2001 in Fukuoka   |
| 2001년 7월 21일 | 피터 그레이엄     | 승   | 3R 판정     | K-1 월드 GP 2001 in Newzeland |
| 2001년 6월 16일 | 어네스트 후스트   | 승   | 3R 판정     | K-1 월드 GP 2001 in Melbourne |
| 2001년 6월 16일 | 아마다 히로미     | 승   | 1R KO       | K-1 월드 GP 2001 in Melbourne |
| 2001년 2월 24일 | 나단 브릭스       | 승   | R TKO       | K-1 Oceania GP 2001           |
| 2001년 2월 24일 | 앤드류 팩         | 승   | 1R KO       | K-1 Oceania GP 2001           |
| 2001년 2월 24일 | 피터 그레이엄     | 승   | 3R KO       | K-1 Oceania GP 2001           |
| 2000년 7월 30일 | 제롬 르 밴너      | 승   | 3R 판정     | K-1 월드 GP 2000 in Nagoya    |
| 2000년 5월 14일 | 파니 하다라       | 승   | 3R 판정     | K-1 Revenge Oceania GP 2000   |
| 2000년 2월 27일 | 클레이 아우미타기 | 승   | 2R KO       | K-1 Oceania GP 2000           |
| 2000년 2월 27일 | 로니 세포         | 승   | 3R 판정     | K-1 Oceania GP 2000           |
| 2000년 2월 27일 | 필 호건           | 승   | 2R KO       | K-1 Oceania GP 2000           |

## 종합격투기 전적

### 프로 전적
| 프로 종합격투기 전적 | 프로 종합격투기 전적 | 프로 종합격투기 전적 | 프로 종합격투기 전적 | 프로 종합격투기 전적 | 프로 종합격투기 전적 | 프로 종합격투기 전적 | 프로 종합격투기 전적 |
| -------------------- | -------------------- | -------------------- | -------------------- | -------------------- | -------------------- | -------------------- | -------------------- |
| 29 시합              | (T)KO                | 항복                 | 판정                 | 실격                 | 그 밖                | 비김                 | 무효                 |
| 13 승                | 10                   | 0                    | 3                    | 0                    | 0                    | 1                    | 1                    |
| 14 패                | 5                    | 7                    | 2                    | 0                    | 0                    | 1                    | 1                    |

| 경기일자         | 결과 | 상대                 | 대회                                                 | 내용             | 라운드 | 시간 |
| ---------------- | ---- | -------------------- | ---------------------------------------------------- | ---------------- | ------ | ---- |
| 2013년 5월 25일  | 승   | 주니오르 두스 산투스 | UFC 160 - Velasquez Vs. Big Foot                     | KO(킥)           | 3R     | 4:18 |
| 2013년 3월 2일   | 승   | 스테판 스트루브      | UFC on fuel 8(UFC in Japan)                          | KO(펀치)         | 3R     | 1:47 |
| 2012년 2월 26일  | 승   | 칙 콩고              | UFC 144 - Edgar vs. Henderson                        | KO(펀치)         | 1R     | 2:11 |
| 2011년 9월 24일  | 승   | 벤 로스웰            | UFC 135 - Jones vs. Rampage                          | 판정             | 3R     | 5:00 |
| 2011년 2월 27일  | 승   | 크리스 턱셔러        | UFC 127 - Penn vs. Fitch                             | KO(펀치)         | 2R     | 1:41 |
| 2010년 9월 25일  | 승   | 션 맥코클            | UFC 119 - Mir vs. Cro Cop                            | 서브미션(암바)   | 1R     | 1:03 |
| 2009년 5월 26일  | 승   | 게가르 무사시        | Dream 9 - Featherweight Grand Prix 2009 Second Round | 서브미션(암바)   | 1R     | 1:19 |
| 2008년 12월 31일 | 승   | 멜빈 맨호프          | K-1 다이너마이트 2008                                | KO(펀치)         | 1R     | 0:18 |
| 2008년 7월 21일  | 승   | 알리스타 오브레임    | Dream 5 - Lightweight Grand Prix 2008 Final          | 서브미션(키락)   | 1R     | 1:11 |
| 2006년 12월 31일 | 승   | 표도르 에멜리아넨코  | PRIDE - Shockwave 2006                               | 서브미션(기무라) | 1R     | 8:16 |
| 2006년 7월 1일   | 승   | 조쉬 바넷            | PRIDE - Critical Countdown Absolute                  | 서브미션(기무라) | 1R     | 2:02 |
| 2006년 5월 5일   | 승   | 코사카 츠요시        | PRIDE - Total Elimination Absolute                   | TKO(펀치)        | 2R     | 4:15 |
| 2006년 2월 26일  | 승   | 니시지마 요스케      | PRIDE 31 - Dreamers                                  | KO(펀치)         | 3R     | 1:18 |
| 2005년 12월 31일 | 승   | 미르코 필로포비치    | PRIDE - Shockwave 2005                               | 판정             | 3R     | 5:00 |
| 2004년 12월 31일 | 승   | 반더레이 실바        | PRIDE - Shockwave 2004                               | 판정             | 3R     | 5:00 |
| 2004년 10월 31일 | 승   | 댄 보비쉬            | PRIDE 28 - High Octane                               | TKO(바디 킥)     | 1R     | 6:23 |
| 2004년 6월 20일  | 승   | 요시다 히데히코      | PRIDE - Critical Countdown 2004                      | 서브미션(암바)   | 1R     | 5:25 |